# Jean-Jacques Charles
 (juillet 2024).
L'article doit être relu — et modifié si nécessaire — par des contributeurs indépendants pour apporter un regard critique aux contributions effectuées en violation des conditions d'utilisation de Wikipédia, tant sur la forme (notamment concernant le style encyclopédique, la proportionnalité) que sur le fond (la neutralité de point de vue, la qualité et l'indépendance des sources).
 (mars 2025).
Si vous disposez d'ouvrages ou d'articles de référence ou si vous connaissez des sites web de qualité traitant du thème abordé ici, merci de compléter l'article en donnant les références utiles à sa vérifiabilité et en les liant à la section « Notes et références ».
Pour les articles homonymes, voir Charles (patronyme).
Jean-Jacques Charles est un musicien français né à Paris 15e le 18 février 1966. Il est tromboniste, compositeur, arrangeur et orchestrateur, auteur, chef d'orchestre.

## Biographie
Fils de Claude Charles, clarinettiste et chef d'orchestre, il commence ses études musicales à l'École nationale de musique de Créteil (Val-de-Marne). Il y étudie la formation musicale avec Annie Bertoux, le trombone ténor avec Yves Demarle, le violon alto avec Jean-Louis Bonafous, l'harmonie, l'analyse musicale, la fugue et le contrepoint avec Alain Sabouret. Il étudie également la musique de chambre avec Marcel Saint-Michel et le jazz avec Daniel Raquillet.
En 1984, il est reçu au Conservatoire national supérieur de musique et de danse de Paris, dans la classe de trombone de Gilles Millière. Il obtient en 1988 un premier prix à l'unanimité en musique de chambre, dans la classe de Jean Douay. Dès lors, il se tourne vers l'enseignement et, parallèlement, poursuit une carrière de musicien d'orchestre dans le domaine du classique (Orchestre de Paris, Orchestre National d'Ile de France), de la musique contemporaine (Ensemble Musique Oblique) et se produit également dans le jazz, les musiques du monde et fréquentes les studios parisiens. Il se lance dans la direction d'orchestre, dans des productions lyriques et dans le domaine des orchestres à vent. Il arrange, compose et petit à petit met de côté ses activités d'enseignement et de tromboniste pour se consacrer à l'écriture et la direction. En 1996 il quitte le poste de directeur du Conservatoire de musique et de danse de la Brie (Seine-et-Marne) occupé depuis 1989, après avoir entretemps obtenu le certificat d'aptitude aux fonctions de professeur chargé de direction. En 1993, il entre à la Musique des Gardiens de la Paix de la Préfecture de Police (Grand Prix de Disque Charles Cros), il y occupe les fonctions de Tambour-Major, puis la direction intérimaire de 2012 à 2014. Il est depuis chef de musique en second de cette formation. Il a été également, de 2011 à 2015, professeur chargé des orchestres à vent au Conservatoire à Rayonnement Régional 93 (Aubervilliers - La Courneuve).
Durant toutes ces années, il multiplie et développe ses activités de chef d'orchestre, orchestrateur, compositeur, arrangeur. Il a notamment réalisé des arrangements et orchestrations pour Mylène Farmer & Seal, Alizée, Nicole Croisille, et accompagné (à la direction d'orchestre) Juliette au Théâtre du Châtelet lors de son concert exceptionnel le 23 janvier 2015. Il a dédié des compositions originales à Lucienne Renaudin-Vary, Denis Leloup, Claude Egéa, le Miraphone Tuba Quartet, Alexis Demailly, Ivan Milhiet, le quatuor Mélété, Jean Raffard, François Thuillier, le quatuor Quat'J, Trombamania, Benoît Dehaine, Aurélie Courion Monjanel, il réalise des adaptations pour divers orchestres dont l'Orchestre national Bordeaux Aquitaine, les musiciens de l'Orchestre national de Lille, l'Orchestre national de République de Macédoine. 
Il est également l'auteur d'adaptations très remarquées, pour orchestre, du répertoire de Jacques Brel, et transcripteur d'oeuvres de nombreux compositeurs, dont Charles Chaynes, Guillaume Connesson. 
Son catalogue d'arrangements et de compositions comprend plus de 700 titres.
Il est également co-auteur,  avec Cécile Berly, historienne, des livres Peindre la musique (Artlys) et L'Art et la lettre (Editions RMN Grand Palais), et photographe.

## Œuvres originales

### Pour orchestre symphonique, orchestre à cordes
- Concertino, pour trombone et orchestre
- Suite pentabrassique, pour quintette de trompettes, cornets, bugle, dédiée à l'ensemble Trombamania
- Diversions, pour cordes, cuivres et guitares
- Rossini's dream, pour quatuor de tubas et orchestre, dédié au quatuor Miraphone
- Suite épicée

### Pour orchestre d'harmonie
- 28 pluviose an VIII, marche du bicentenaire de la Préfecture de Police de Paris ( également en musique d'attente téléphonique de la Préfecture de Police)
- Chants et danses d'Arménie
- Cirrus
- Cristal, avec solistes (trombone et bugle), dédié à Claude Égéa (trp.) et Denis Leloup (trb.)
- De vous à moi, avec solistes (clairon français et trompette de cavalerie)
- Élégie, pour trombone solo et orchestre (dédiée à Jean Raffard)
- Insolite
- L'échappée, bande originale du court métrage éponyme de David Picarda
- Le 19 août
- Le chéloniophile
- Les séracs
- Les trois compères, pour piccolo, cornet et euphonium solo
- Mégapole, pour trompette de cavalerie et orchestre
- Melodonum
- Quand le sage montre la lune...
- Quasar, symphonie jazz
- Quatre danses, pour euphonium et orchestre, dédiées à Ivan Milhiet
- Simone Veil, une vie citoyenne
- Sonatine, pour piano et orchestre, dédiée à Aurélie Courion Monjanel
- Suite ébène
- Suite pentabrassique, pour quintette de trompettes, cornets, bugle, dédiée à l'ensemble Trombamania
- Tornodorum
- Vestales, pour tuba, avec piano ou orchestre d'harmonie
- Xylème, pour quatuor de clarinettes et orchestre, dédiée au quatuor Quat'J

### Musique de chambre, ensembles à vent
- Pavanne, pour chœur de clarinettes
- Coloriages, pour trio à corde et hautbois, dédié au Quatuor Mélété
- Mon papa ne veut pas, pour cornet solo et quatuor de tubas, dédié à Thierry Gervais
- Icône, pour deux tubas
- Icaune, pour ensemble de cuivres
- Pictural, en quatre mouvement, pour quatuor de tubas. Dédié au Miraphone Tuba Quartet
- Tribal, pour quatuor de tubas, dédié au Miraphone Tuba Quartet
- Les points cardinaux, pour clarinette, cor et piano
- L'arc, pour quatuor de trompettes, cornet et bugle
- Le tracé, pour quintette à vent, dédicacé au Klarthe Quintet
- Sous la voute infinie, à la fois bleue et noire, pour clarinette, trombone, piano et percussions, d'après Victor Hugo

### Musique pour fanfare, brass band, batterie fanfare
- Sous le vent d'Est, pour grand ensemble de cuivres
- En trois couleurs, pour alto (cuivre) solo et brass band
- Northern Lands, pour trombone et brass band
- Icaune, pour septuor de cuivres
- Pavanne, pour grand ensemble de cuivres (transcription du chœur de clarinettes)

#### pour batterie fanfare
- Le chant des druides
- L'ornithorynque
- Boréale
- Friendship
- Le graal
- Ténéré
- Ben alors ?
- Marche ou rêve
- Vers les étoiles
- L'âme des lingones
- Suite pour batterie fanfare : songe, récitatif, mouvances
- Soleil
- Chant d'Ouest
- Le temple
- Ballade pour trompette basse
- Ornicar, pour cor des alpes solo
- Mounde del pays naut, avec choeur
- Le tripode, pour trois tambours solo
- Le rêve d'Hector
- Bacchus en Burgondie, pour cornet solo, dédié à Alexis Demailly
- Trois esquisses lumineuses, dédiées à Lucienne Renaudin Vary
- Impressions romaines
- Le cuir et la corde
- On the road of Perth
- Où dinons nous ce soir ?
- Préludes pour les vainqueurs
- Final pour un sacrement
- Suite picturale (octuor)
- L'école (octuor)
- Hide Park
- Mojito
- Citoyennes, citoyens ! Conte musical avec chœur et récitant
- L'aventure, dédicacée à Hervé Michelet

#### pour orchestre mixte (harmonie et batterie fanfare)
- Les souliers
- Débonnaire
- Along the Colorado river
- Le pantin magique
- Images marines, en quatre mouvements
- Trois miniatures mosellanes
- La voie royale
- Suite normande
- Menuet, blues et défilé
- Lille aux trésors, avec chœur
- Matisco, la cité des éduens
- Sharqia
- D.E.S.I.R.E

### Musique instrumentale avec piano

#### Basson
- Indomptable
- Trois instantanés
- Mauvais garçon

#### Bugle
- Eros et vertu
- Carambole

#### Clarinette
- Limonaire
- Tango va la cruche à l'eau
- Mâcle
- Accord imparfait
- Collapse
- Circonstance
- Félure
- Volubile

#### Cor anglais
- Les chats

#### Pour contrebasse
- Ces quelques fleurs

#### Pour cor
- Solo con brio
- Regards obliques

#### Pour euphonium
- Si j'avais su
- Tellurique
- Thé au citron

#### Pour flûte
- Irlandaise
- Romantique
- Trois petites choses

#### Pour saxophone alto
- Trois mouvements

#### Pour saxophone ténor
- Pensif
- Esquif

#### Pour saxophone baryton
- Marching baryton

#### Pour trombone
- Cinq épisodes : "carambolage, un point c'est tout, cas des colles, vertigineux, angulaire"
- Élégie (réduction de la partie d'orchestre)

#### Pour trombone basse
- Les amis d'Astor
- Intolérable

#### Pour trompette
- Trois petites choses
- Tapage diurne
- Marche, ballade et ritournelle
- Colérique, parfois

#### Pour tuba
- Vestales (réduction de la partie d'orchestre)
- Le jouet détraqué
- Boris
- Ciel, mon mari !
- Phasme